# Caso translativo
O translativo é um caso gramatical presente em algumas línguas, como o finlandês e o estoniano, que exprime na maior parte dos casos uma mudança.

## Finlandês
Em finlandês, o caso translativo é expresso pelo sufixo -ksi. Alguns de seus usos são:
1) Expressar uma mudança:
Liikennevalot muuttuivat punaisiksi.
Os sinais de trânsito ficaram vermelhos.
Hän tuli isäksi.
Ele "tornou-se" pai.
Tule pian terveeksi!
Fique bom logo! (desejando melhoras a alguém doente)
2) Expressar em que idioma algo está sendo dito ou escrito.
Sano se suomeksi!
Fale em finlandês!
3) Em frases com verbos que expressam uma impressão:
Luulin autoa taksiksi - Achei que aquele carro era um taxi.